# Květozob červenohřbetý
Květozob červenohřbetý (Dicaeum cruentatum) je zpěvný pták z čeledi květozobovití (Dicaeidae). Tento druh má jako jeden z mála ze zmíněné čeledi patrný pohlavní dimorfismus. Samci jsou poměrně pestří a atraktivní, samice jsou z větší části olivově zelené, stejně jako mladí jedinci. Květozoba červenohřbetého bychom mohli hledat v subtropických nebo tropických vlhkých lesích, výjimečně i na zahradách po celé jižní a východní Asii.

## Taxonomie

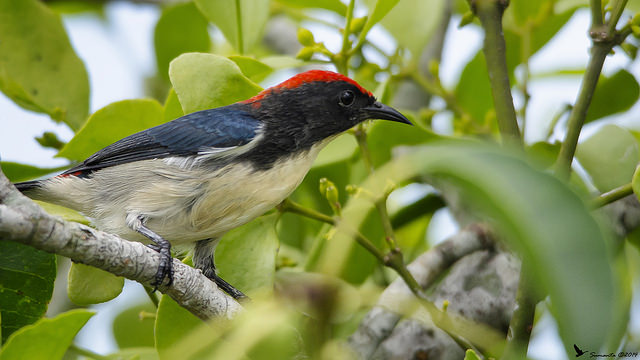
Samec ze Západního Bengálska v Indii

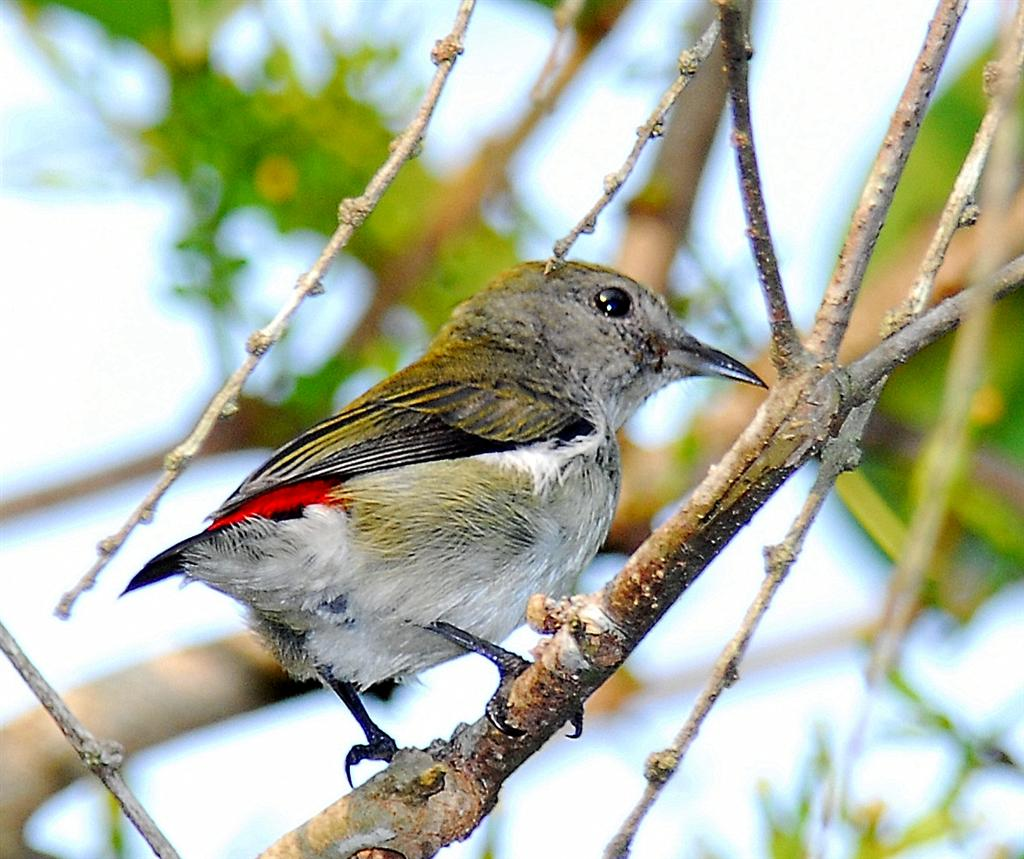
Samička druhu s výrazným červeným peřím na ocase

Květozoba červenohřbetého poprvé popsal Carl von Linné v roce 1758 a to v 10. vydání jeho publikace Systema Naturae. Tomuto druhu přidružil latinský název Certhia cruentata. Později došlo k reklasifikaci a tento druh se přesunul do čeledi květozobovitých, do rodu Dicaeum. Latinské druhové jméno cruentatum se dá přeložit jako zakrvácený a má původ ve slově crǔentare, které se dá přeložit jako obarvené krví. Genetické analýzy mitochondriální DNA rovněž ukázaly, že květozob červenohřbetý je ze 70 % příbuzný endemickému druhu z Malých Sund; květozobovi černopásému (D. igniferum). I přes takto velkou příbuznost mají společné, krom chování, které je typické pro všechny květozoby, pouze červené peří na zádech.

## Popis
Květozob červenohřbetý je velmi drobný pták se zavalitějším tělem a krátkým ocasem. Je dlouhý okolo 9 cm, hmotnost se v závislosti na typu potravy a jejím množství pohybuje okolo 8 gramů. U tohoto druhu je viditelný pohlavní dimorfismus, což u květozobů není příliš běžné. Samci mají tmavomodrou hlavu, křídla i ocas, přičemž nejvýraznějším prvkem jejich těla je pruh červeného peří, který pokračuje od svršku hlavy až po ocasní pera. Samice jsou převážně olivově zelené s černým ocasem, místy se může vyskytovat i peří červení. Obě pohlaví mají krémově bílé dolní partie, černé, kulaté oči a nohy stejné barvy. Mladiství jedinci se vzhledem podobají samicím, ale chybí jim oranžové oblasti na zádech a jasně červené peří na ocasu.

## Výskyt
Květozoby červenohřbeté je možné najít na území států Bangladéš, Bhútán, Brunej, Kambodža, Indie, Indonésie, Laos, Barma, Nepál, Singapur, Thajsko a Vietnam. Žádné globální studie jejich populace ale nebyly provedeny. Každopádně, faktem je, že populace v Bhútánu a Nepálu jsou málopočetné, až vzácné. Květozobové červenohřbetí vyhledávají místa nad 1 000 m n. m., především pak subtropické nebo tropické vlhké lesy, jiné zalesněné plochy nebo zahrady. Více na severu, tedy v jihovýchodní Číně, najdeme nominátní poddruh D. c. cruentatum.
Co se týče rozšíření, pak se dle IUCN jedná o málo dotčený, tedy nechráněný druh.

## Ekologie
Tento druh se živí fíky ze stromů Ficus ﬁstulosa a Ficus grossularoides a to především v rezervaci v Singapuru, kde je jich hojné množství. Jinak se ale živí i nektarem a bobulemi, pokud není zbytí, pak i drobným hmyzem.
Je to monogamní druh, přičemž pár postaví hnízdo na větvi na vysokém stromě tak, že na něm visí. Hnízdo má postranní vchod typický pro všechny květozoby.